# 基爾馬諾克
基爾馬諾克（英語：Kilmarnock）是位於英國蘇格蘭東艾爾郡的一座城鎮，有人口46,179人，是蘇格蘭人口第15多的城市，也是艾爾郡人口最多的城鎮，略多於郡治艾爾。現在基爾馬諾克的音樂劇和電影產業快速發展。
啟馬諾克是蘭大衛醫師的故鄉。蘭大衛醫師長期在台灣行醫濟世，創辦了彰化基督教醫院，並以「切膚之愛」聞名。